# Profetus
Profetus ist eine finnische Funeral-Doom-Band aus Tampere, die 2006 gegründet wurde.

## Geschichte
Die Band wurde zur Wintersonnenwende 2006 von dem Sänger und Gitarristen Anssi Mäkinen und der Keyboarderin S. Kujansuu gegründet. Nachdem A. Palmu als Schlagzeuger hinzugekommen war, wurden die Lieder The Skull of Silence und Winter Solstice geprobt, die später das Demo Saturnine bildeten. Während der Proben stießen sie auf Eppe Kuismin, einen alten Freund der Band, der sich bereiterklärte das Demo unter Mäkinens Regie zu produzieren. Das Demo erschien 2007 in einer Auflage von 200 Stück. Durch das Demo wurde Makoto Fujishima von Weird Truth Productions auf die Band aufmerksam, der die ersten Kopien bestellte. Nach der Veröffentlichung verließ Palmu die Besetzung, woraufhin S. Kujansuus Bruder V. Kujansuu den Posten übernahm. Zudem erklärte sich Kuismin bereit, Gitarrist in der Band zu sein. Danach begannen die Arbeiten zum nächsten Album Coronation of the Black Sun. Die Aufnahmen hierzu fanden im Sommer 2008 in Kuopio unter der Leitung des Produzenten Wicked Ischanius statt. Die Veröffentlichung erfolgte Anfang 2009 bei dem finnischen Label Rusty Crowbar Records. Daraufhin ging es im Frühling des Jahres auf Tournee durch Finnland, an der auch Mournful Congregation, Mourning Beloveth und Longing for Dawn teilnahmen. Danach spielte die Band zusammen mit Tyranny, ehe sie 2010 auf dem Hammer Open Air zu sehen war. Nach einer Pause ging man daran das Folgealbum …to Open the Passages in Dusk vorzubereiten. Die Aufnahmen fanden erneut unter der Leitung  von Mäkinen und Kuismin statt, dieses Mal im  bandeigenen Studio in Tampere. Die Aufnahmen dauerten vier Nächte lang an. Das Album erschien 2012 über Weird Truth Productions.

## Stil
Laurent Lignon von doom-metal.com ordnete die Band in seiner Rezension zu Coronation of the Black Sun dem Funeral Doom zu. Die Musik sei mit der von Thergothon vergleichbar und klinge kalt, langsam und unerbittlich. Die Gruppe setze keinen Bass ein, sondern verwende stattdessen ein Keyboard. Auch Luxi Lahtinen von voicesfromthedarkside.de befand in seiner Rezension zu …to Open the Passages in Dusk, dass die Band Funeral Doom im Stil von Thergothon spielt. Die Musik klinge depressiv und langsam, werde jedoch auch auf Dauer langweilig.

## Diskografie
- 2007: Saturnine (Demo, Eigenveröffentlichung)
- 2009: Coronation of the Black Sun (Album, Rusty Crowbar Records)
- 2012: …to Open the Passages in Dusk (Album, Weird Truth Productions)
- 2014: As All Seasons Die (EP, Weird Truth Productions)